# Partit de la Unió Democràtica Caldea
Partit de la Unió Democràtica Caldea és una organització política cristiana de l'Iraq, que es considera caldea i nega la identitat assíria-siríaca comuna. El 2001 es va formar el Partit Democràtic Caldeu dirigit per Ablahad Afraim, i patrocinat pel Partit Democràtic del Kurdistan i el govern regional del Kurdistan Iraquià. Apareix des del 2005 amb el nom de Partit de la Unió Democràtica Caldea, i va participar en les successives eleccions a partir del 2005:
- Constituents de l'Iraq del gener del 2005, regionals del Kurdistan de la mateixa data, i parlamentàries de l'Iraq del Desembre del 2005, va donar suport a la llista de l'Aliança Democràtica Patriòtica del Kurdistan. A les dues eleccions iraquianes fou elegit el candidat del partit en la llista kurda, Ablahad Afraim Sawa.
- Governacions el gener del 2009, llista pròpia amb 855 vots; a Bàssora va ser escollir el seu candidat per 227 vots contra 221 de la llista Rafidain i 214 del Congrés Nacional Caldeu.
- Regionals kurdes del 25 de juliol de 2009, part de la Llista Unida Caldea (junt amb el Fòrum Democràtic Caldeu), obtenint el 8,5% dels vots cristians però cap escó.
- Parlamentàries de l'Iraq del març del 2009, llista pròpia, que va obtenir 5.547 vots i 7,6% dels vots (cap escó).